# Nậm Mả
Nậm Mả là một xã thuộc huyện Văn Bàn, tỉnh Lào Cai, Việt Nam.
Xã Nậm Mả có diện tích 71,07 km², dân số năm 1999 là 858 người, mật độ dân số đạt 12 người/km².